# Monte Leone
El Monte Leone (3.552 m s. n. m.) es la montaña más alta de los Alpes Lepontinos. Se encuentra a lo largo de la frontera entre Italia (Piamonte) y Suiza (Cantón del Valais).

## Características
Aunque se encuentre a lo largo de la línea fronteriza entre Italia y Suiza, está completamente dentro de la región geográfica italiana. La montaña está al este del paso del Simplón (en Suiza) y al oeste del Alpe Veglia (en Italia).
El nombre puede que provenga de la semejanza de la cima (cara sur) con el perfil de un león. Según otros deriva de Munt d'l'Aiun, esto es, cima que se encuentra en los pastos propiedad del Aione, fracción de Alpe Veglia.
Según la clasificación SOIUSA, Monte Leone pertenece a:
- Gran parte: Alpes occidentales
- Gran sector: Alpes del noroeste
- Sección: Alpes Lepontinos
- Subsección: Alpes del Monte Leone y del San Gotardo
- Supergrupo: Cadena Monte Leone-Blinnenhorn
- grupo: Grupo del Monte Leone isa
- subgrupo: Grupo del Monte Leone iss
- Código: I/B-10.I-A.1.a

## Ascenso a la cima

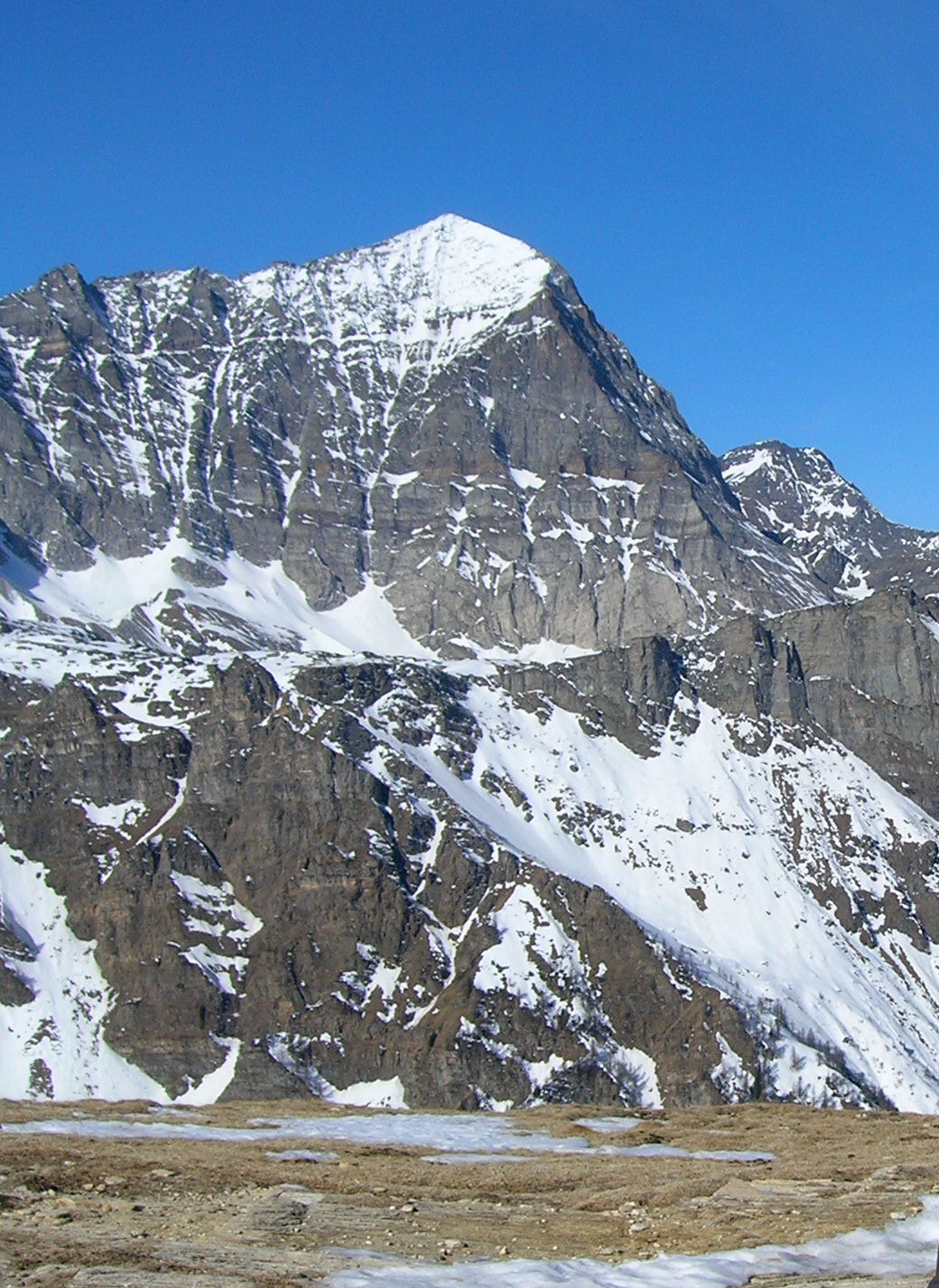
El monte Leone desde el monte Teggiolo (sudeste).

El Monte Leone se puede subir desde Varzo, desde el paso del Simplón y desde Briga.
La vía normal parte del paso del Simplón. Del paso se sube al este rodeando el Hübschhorn y alcanzando el Breithornpass (collado entre el Breithorn y el Monte Leone). Al final se sale al monte por su cresta occidental. Desde la vertiente italiana se sale de Alpe Veglia hasta el lago de Avino, de allí se va subiendo y después de no poco desarrollo se alcanza el glaciar. Pasando un tramo de glaciar se toma la arista oeste y se llega a la cumbre.